# Lassad Nouioui
Lassad Hassen Nouioui (Marsella, Francia, 8 de marzo de 1986) es un exfutbolista internacional tunecino.

## Datos generales
Firmó por el Deportivo de La Coruña en 2008. Debutó con el primer equipo en la victoria 3-0 contra el Villarreal CF, reemplazando a Riki. En el siguiente partido forzó el penalti del empate a uno contra el RCD Mallorca.
Su primer gol en primera división lo marcó el 5 de abril de 2009 contra el RCD Espanyol. Fue seleccionado para las rondas clasificatorias de la Copa Mundial de Fútbol de 2010 que disputó su país, Túnez contra Kenia. 
El 7 de septiembre de 2011 marcó 4 goles en el partido del Deportivo contra el Girona FC en la Copa del Rey, disputado en el estadio de Riazor. Esta temporada consiguió el ascenso a la Liga BBVA con el Dépor, convirtiéndose en una pieza clave en la delantera.

### Estadísticas
Actualizado al último partido jugado el 13 de abril de 2014.
| Equipo                  | Temporada               | Liga doméstica | Liga doméstica | Copa doméstica | Copa doméstica | Competición europea | Competición europea | Total | Total | Media goleadora |
| Equipo                  | Temporada               | PJ             | Goles          | PJ             | Goles          | PJ                  | Goles               | PJ    | Goles | Media goleadora |
| ----------------------- | ----------------------- | -------------- | -------------- | -------------- | -------------- | ------------------- | ------------------- | ----- | ----- | --------------- |
| Deportivo B · España    | 2007-2008               | 15             | 8              | -              | -              | -                   | -                   | 15    | 8     | 0,53            |
| Deportivo B · España    | 2008-2009               | 20             | 8              | -              | -              | -                   | -                   | 20    | 8     | 0,40            |
| Deportivo B · España    | Total                   | 35             | 16             | -              | -              | -                   | -                   | 35    | 16    | 0,46            |
| Total en el Deportivo B | Total en el Deportivo B | 35             | 16             | -              | -              | -                   | -                   | 35    | 16    | 0,46            |
| Deportivo · España      | 2008-2009               | 14             | 3              | 0              | 0              | 0                   | 0                   | 14    | 3     | 0,21            |
| Deportivo · España      | 2009-2010               | 19             | 2              | 1              | 0              | -                   | -                   | 20    | 2     | 0,10            |
| Deportivo · España      | 2010-2011               | 33             | 5              | 4              | 1              | -                   | -                   | 37    | 6     | 0,16            |
| Deportivo · España      | 2011-2012               | 33             | 14             | 3              | 4              | -                   | -                   | 36    | 18    | 0,50            |
| Deportivo · España      | Total                   | 99             | 24             | 8              | 5              | 0                   | 0                   | 107   | 29    | 0,27            |
| Total en el Deportivo   | Total en el Deportivo   | 99             | 24             | 8              | 5              | 0                   | 0                   | 107   | 29    | 0,27            |
| Celtic Escocia          | 2012-2013               | 14             | 3              | 3              | 0              | 2                   | 0                   | 19    | 3     | 0,16            |
| Celtic Escocia          | Total                   | 14             | 3              | 3              | 0              | 2                   | 0                   | 19    | 3     | 0,16            |
| Total en el Celtic      | Total en el Celtic      | 14             | 3              | 3              | 0              | 2                   | 0                   | 19    | 3     | 0,16            |
| Arouca Portugal         | 2013-2014               | 14             | 4              | 1              | 0              | -                   | -                   | 15    | 4     | 0,27            |
| Arouca Portugal         | Total                   | 14             | 4              | 1              | 0              | -                   | -                   | 15    | 4     | 0,27            |
| Total en el Arouca      | Total en el Arouca      | 14             | 4              | 1              | 0              | -                   | -                   | 15    | 4     | 0,27            |

## Clubes
| Club                     | País     | Año         | Partidos (Liga) | Goles (Liga) |
| ------------------------ | -------- | ----------- | --------------- | ------------ |
| Ajaccio B                | Francia  | 2004 - 2006 | -               | -            |
| Chateauroux B            | Francia  | 2006 - 2008 | -               | -            |
| Deportivo de La Coruña B | España   | 2008 - 2009 | 35              | 16           |
| Deportivo de La Coruña   | España   | 2009 - 2012 | 99              | 24           |
| Celtic                   | Escocia  | 2012 - 2013 | 14              | 3            |
| Arouca                   | Portugal | 2013 - 2014 | 14              | 4            |